# BYD F3R
BYD F3R — це автомобіль, виготовлений компанією BYD Auto, який вперше  був представлений в 2007 році в рамках Шанхайського автосалону. Існуть такі різновиди цієї моделі: BYD F3R 1.5 (98 к.с. і 106 к.с.) і BYD F3R 1.6 (100 к.с.).

### Опис
Це 5-дверний 5-місний хетчбек С-класу. Відповідаючи стандартам компакт-класу, F3R має оптимальні розміри кузова і просторий салон. Не дивлячись на те, що ця модель вирізняється з-поміж своїх побратимів більш прогресивними технологіями: кнопка запуску двигуна, АБС, електроприводний люк, подвійні подушки безпеки спереду — вона не надто популярна через ряд причин — низькі показники краш-тестів, банальний зовнішній вигляд і невідповідність екологічним стандартам. Основними конкурентами автомобіля є Mazda2 і Kia Rio. 

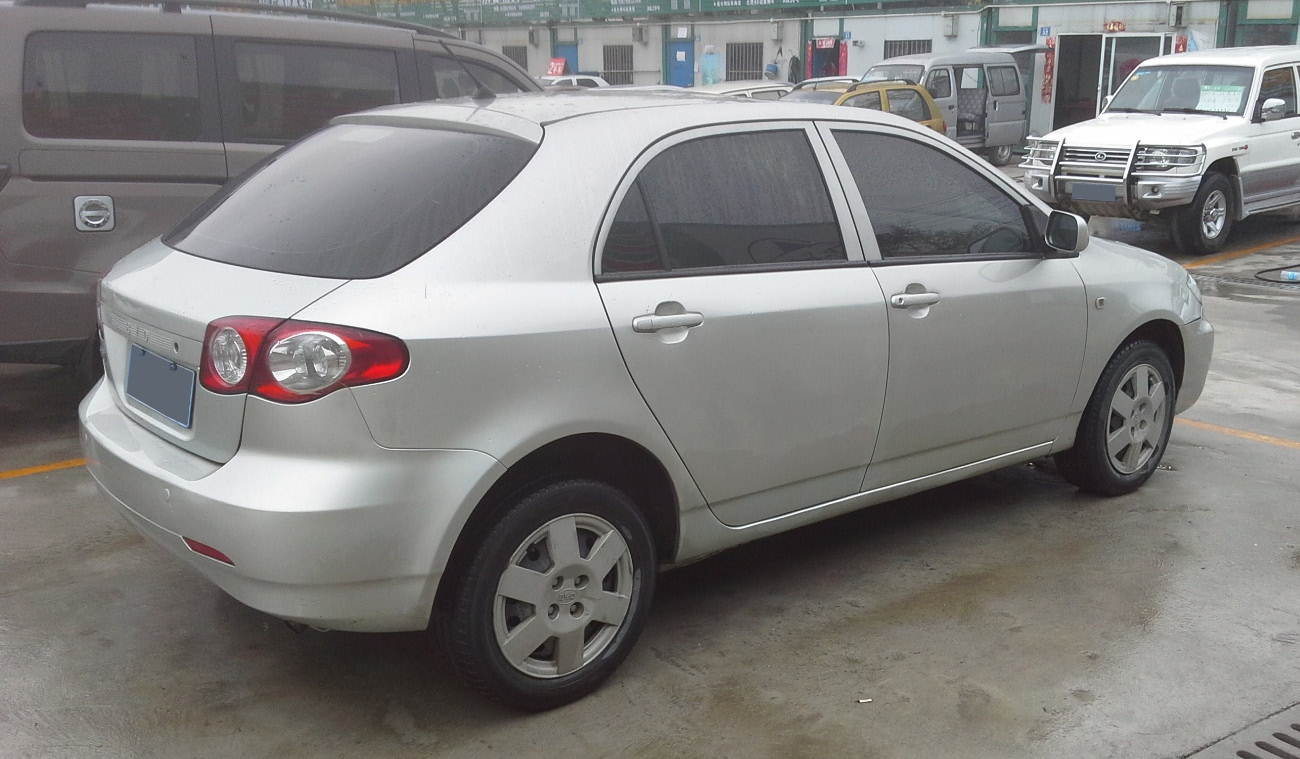
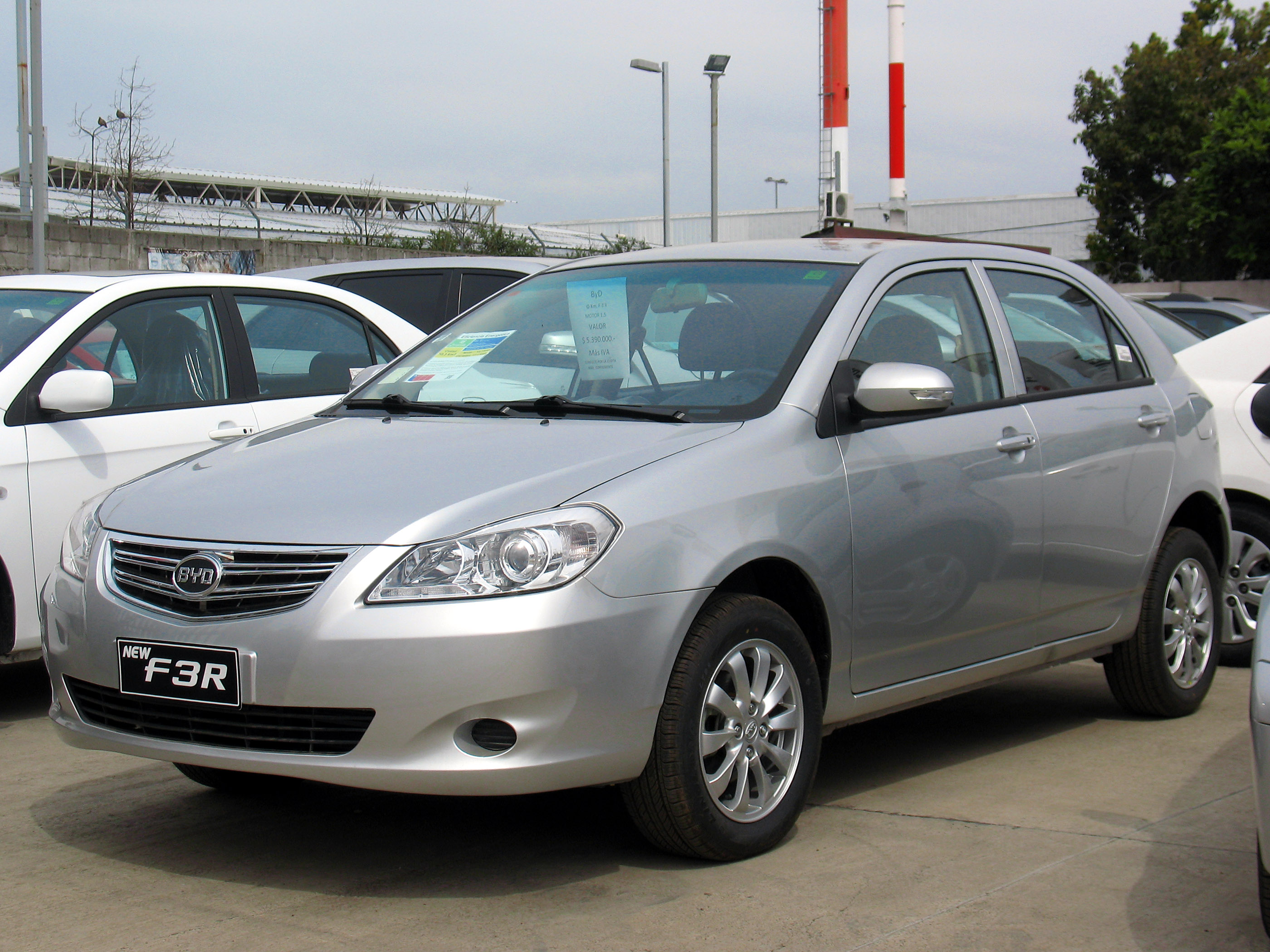
BYD F3R GLi 2013